# دان هيكس (معلق رياضي)
دان هيكس (بالإنجليزية: Dan Hicks)‏ هو معلق رياضي أمريكي، ولد في 2 يونيو 1962 في توسان في الولايات المتحدة.

## وصلات خارجية
- دان هيكس على موقع IMDb (الإنجليزية)